# Leone Di Lernia
Leone Di Lernia (Trani, 18 aprile 1938 – Milano, 28 febbraio 2017) è stato un cantautore e conduttore radiofonico italiano, esponente del genere trash-demenziale.
Ha raggiunto la popolarità a inizio anni 1990 grazie a cover parodistiche e goliardiche di brani di musica dance. È stato per quasi dieci anni (dal 1999 al 2008 e di nuovo, anche se parzialmente, nel 2011) spalla comica del programma radiofonico Lo Zoo di 105.

## Biografia
Nato a Trani, iniziò la carriera come urlatore, con lo pseudonimo Cucciolo Di Lernia, partecipando nel 1961 al Festival dell'Urlo organizzato da Ghigo Agosti; incise il suo primo 45 giri, Trenta chili/Andiamo nei cieli, nel 1968 per la L.O.N.G.I.N.I. di Barletta. Trasferitosi a Milano, lavorò a lungo come cantante e comico dialettale in varie televisioni locali. Nel 1975 uscì il suo secondo singolo, Gaccia ad'avè/Spuosatiella Geuvè; in particolare Gaccia ad'avè era una cover in dialetto tranese della celebre I gotcha di Joe Tex, che anticipava quello che sarebbe stato il modus operandi del cantante pugliese: prendere una canzone in inglese di successo e sostituirne il testo con locuzioni demenziali in italiano o vernacolo tranese. Negli anni successivi pubblicò numerosi dischi, sia come gruppo con il nome Leone Di Lernia e la sua new rock band e sia da solista. Gran parte di questi dischi vennero pubblicati dalla Duck Records, piccola etichetta di Trezzano sul Naviglio, ma non riscossero particolare successo. Nel 1979 canta i brani La megghiaire sfaticata e Ce vuò ce fè inseriti nella colonna sonora del film Sabato, domenica e venerdì.
Negli anni ottanta guadagnò una piccola notorietà televisiva, piazzandosi dietro l'inviato durante i collegamenti con lo stadio San Siro in 90º minuto; episodi simili li fece anche nel programma Quelli che il calcio. Nei primi anni novanta arrivò la popolarità a livello radiofonico, prima, grazie alla partecipazione nel programma intitolato Fausto Terenzi Show assieme a Fausto Terenzi e Paolo Dini, in onda su Radio Milano International e successivamente su Radio Montecarlo e poi, con i due dischi della serie "Barhouse" in cui venivano reinterpretati nel suo solito mix di tranese/italiano, i successi da discoteca di quel periodo.
Esempi delle sue cover di quell'epoca sono: Maccarone (Macarena dei Los Del Rio), Ra-ra-ri, ra-ra, pesce fritto e baccalà (Gypsy Woman (She's Homeless) di Crystal Waters), Cumbà Giuàn (All That She Wants degli Ace of Base), Te sì mangiàte la banana (The Rhythm of the Night dei Corona), Tu sei ignorante (Zombie dei The Cranberries), Chille che soffre (Killing Me Softly with His Song dei Fugees), Magnando (Bailando dei Paradisio), Melanzan (Turn Around dei Paps'n'Skar), Bevi stu chinotto (Get It On dei Paps'n'Skar), Il presidente (Love Is Love dei Paps'n'Skar), Uè paparul maccaron (Pump up the Jam dei Technotronic), Luigin (Billie Jean di Michael Jackson). Nel 1997 si candidò senza successo, come capolista della Lega d'Azione Meridionale che sosteneva Giancarlo Cito a candidato sindaco alle elezioni comunali di Milano: alle consultazioni ottenne 366 preferenze.
Nel 1999 iniziò a collaborare come spalla comica nel programma radiofonico Lo Zoo di 105 su Radio 105, condotto da Marco Mazzoli, Wender e Gibba. Leone, oltre a mettere in onda le sue canzoni, si esibiva anche in parodie parlate. Dal 14 ottobre 2002 ha co-condotto con Edoardo Stoppa e Cristian Sonzogni il programma Music Zoo in onda su Rete A - All Music. Il 25 ottobre 2006, in sostituzione di Massimo Ceccherini, vinse un ballottaggio contro Sergio Vastano per partecipare come concorrente al reality show L'isola dei famosi svoltasi in Honduras e condotta in studio da Simona Ventura. Il 3 aprile 2008 venne sospeso dal programma de Lo Zoo di 105 a tempo indeterminato per condotta indisciplinata, ma fu riammesso il giorno dopo, per la trasferta radiofonica all'Università di Cagliari. Da luglio 2008 continuò a partecipare saltuariamente alle dirette e agli sketch del programma, ma le sue apparizioni erano spesso dovute alla assenza di qualche componente della trasmissione. La sua presenza, seppur sempre parziale, venne confermata anche nella nuova edizione del 2011, che vide l'abbandono di Fabio Alisei, Wender e Paolo Noise e l'arrivo di Maccio Capatonda, Ivo Avido ed Herbert Ballerina.
Nel gennaio 2010 andò in onda su GXT, come conduttore del programma Leone Auz. Dal 6 dicembre 2008 al dicembre del 2011, condusse insieme a Ylenia Baccaro e Max Brigante 105 Non Stop su Radio 105, venendo poi sostituito nel gennaio del 2012 da Daniele Battaglia. Da maggio 2012 tornò in onda prima ogni sabato, e successivamente ogni domenica, con Leone D'Ylenia di nuovo insieme a Ylenia Baccaro e sempre su Radio 105. Nello stesso anno pubblicò i singoli Eccitato, parodia di Mama Lover delle Serebro, e Foggia Style, parodia di Gangnam Style di Psy.
Il 21 febbraio 2017 venne ricoverato in un ospedale di Milano a causa di un malore e dimesso alcuni giorni dopo, a seguito del miglioramento delle sue condizioni di salute. Morì il 28 febbraio seguente all'età di 78 anni nella sua abitazione milanese. Il decesso venne annunciato da suo figlio Davide con un post su Facebook. Nella puntata speciale de Lo Zoo di 105 trasmessa nel giorno della sua morte, Fabio Alisei ha rivelato che Leone combatteva da tempo contro un cancro al fegato.
Dello stesso programma gli sono state interamente dedicate le puntate dal 28 febbraio al 3 marzo 2017, riproponendo scenette e aneddoti che l'hanno reso protagonista. Il 3 marzo si sono poi celebrati i funerali a Milano, nella chiesa di Sant'Antonio Maria Zaccaria, che hanno visto la presenza di un gran numero dei suoi fan. Le sue spoglie riposano nel cimitero di Rozzano. Da allora ogni anno, il 28 febbraio, Lo Zoo di 105 gli dedica una puntata speciale riproponendo le scenette e le canzoni da lui realizzate nella storia dello show radiofonico.

## Vita privata
Era sposato dal 1964 con Rosa Nenna; la coppia ebbe quattro figli: Elena, Savino, Marco e Davide.

## Programmi televisivi
- Chewing Gum (TeleMilano, 1979)
- Music Zoo (Rete A, 2002-2003) – Co-conduttore
- L'isola dei famosi 4 (Rai 2, 2006) – Concorrente
- Lo Zoo di 105 (Comedy Central, 2008-2011) – Co-conduttore
- Leone Auz (GXT, 2010) – Conduttore
- Mario (MTV, 2014)

## Discografia

### Come Leone Di Lernia e la sua "New Rock Band"

#### Album in studio
- 1975 - Canzoni rock tranesi
- 1976 - Canzoni tranesi
- 1977 - Leone Di Lernia e la sua "New Rock Band" (1977)
- 1979 - La pugliata
- 1981 - Leone Di Lernia e la sua "New Rock Band" (1981)

### Da solista
Album in studio
- 1983 - Padron pensaci tu
- 1984 - Disco
- 1984 - Americanpuglia
- 1990 - Barhouse Music
- 1991 - Barhouse Music 2
- 1992 - Leone Super Dance
- 1993 - Disco Hauz
- 1994 - Leonemania
- 1994 - Salut'm a Sord
- 1995 - Re Leone Di Lernia
- 1996 - Leonlatino
- 1997 - SuperLeone - Cio'...Los...Tress
- 1997 - Fesso... e tutto il resto
- 1998 - Leonestate
- 2000 - Giubileone
- 2000 - Leone 2000
- 2001 - Il Gran Porcello
- 2002 - Zizzaniaman
- 2002 - Porcello 2 - Il ritorno
- 2003 - Zizzaniaman 2 + Il meglio dello zoo di 105
- 2004 - Un Leone su Marte
- 2004 - Sfigato
- 2006 - Casa Di Lernia
- 2006 - Ma che figo sono con Auz Triccaballac
- 2007 - Squich
- 2007 - Si nu baccalà
- 2009 - Leone Di Lernia contro tutti
- 2011 - Il presidente querela forte
- 2012 - Eccitato

Raccolte
- 1980 - MotorLover - Il rock del re delle puglie
- 1984 - Compilation - I successi di Leone Di Lernia
- 1991 - Gran Barhouse - Il meglio di... Leone Di Lernia
- 1993 - Il (meglio) peggio di Leone Di Lernia
- 1997 - Salutm' a sord
- 1999 - Leone superstar - I grandi successi di Leone di Lernia
- 2004 - The Best of the Bestia - Trash compilation
- 2005 - Leone d'oro - Il peggio di Leone di Lernia
- 2006 - L'isola dei leoni
- 2008 - Leone Best 2008
- 2010 - Fuori o dentro lo zoo?
- 2013 - Tutto Leone Di Lernia: 40 successi
- 2017 - Il meglio di Leone Di Lernia

Singoli
- 1968 - Trenta chili/Andiamo nei cieli
- 1975 - Gaccia ad'avè/Spusatil Geuvè
- 1977 - Gaccia a te Marì/U fesse 'nnamerate
- 1979 - Sfregamece/Vieni fuori
- 1983 - Padron pensaci tu/Spremi spremi
- 1989 - Ce cule ca tiene (Rap italiano)/Ce cule ca tiene (Rap pugliese)
- 1991 - Ra ra ri-la la la pesce fritto e baccalà/Barhouse
- 1991 - Lasciame ste' (How gee)/Tu sì scemo
- 1992 - La fatica non m'ingozza (Club mix)/La fatica non m'ingozza (Radio edit)
- 1992 - Tu sì pazze (Rhythm is a dancer)/Chi ruba (Sex machine)
- 1993 - Disco Hauz
- 1994 - Saludm a Sord/Voglio fare tanti soldi
- 1995 - Think about the way (Pippo Baudo)/La Puglia Blues
- 1997 - Cio'los...Tress